# Cappy (Somme)
Cappy település Franciaországban, Somme megyében. Lakosainak száma 548 fő (2022. január 1.). Cappy Bray-sur-Somme, Chuignes, Chuignolles, Dompierre-Becquincourt, Éclusier-Vaux, Fontaine-lès-Cappy, Frise, La Neuville-lès-Bray és Suzanne községekkel határos.

## Népesség
A település népességének változása:
| Lakosok száma | 523  | 518  | 534  | 535  | 544  | 546  | 548  | 551  | 548  |
|               | 2013 | 2015 | 2016 | 2017 | 2018 | 2019 | 2020 | 2021 | 2022 |